# Kogigonalia zarumoidea
Kogigonalia zarumoidea är en insektsart som beskrevs av Young 1977. Kogigonalia zarumoidea ingår i släktet Kogigonalia och familjen dvärgstritar. Inga underarter finns listade i Catalogue of Life.